# جيم بوب فلويد
جيم بوب فلويد (بالإنجليزية: Jim Bob Floyd)‏ هو عازف بيانو وموسيقي أمريكي، ولد في 2 يونيو 1929 في تايلر في الولايات المتحدة.

## وصلات خارجية
- الموقع الرسمي
- جيم بوب فلويد على موقع ميوزك برينز (الإنجليزية)